# Trpasličí galerie

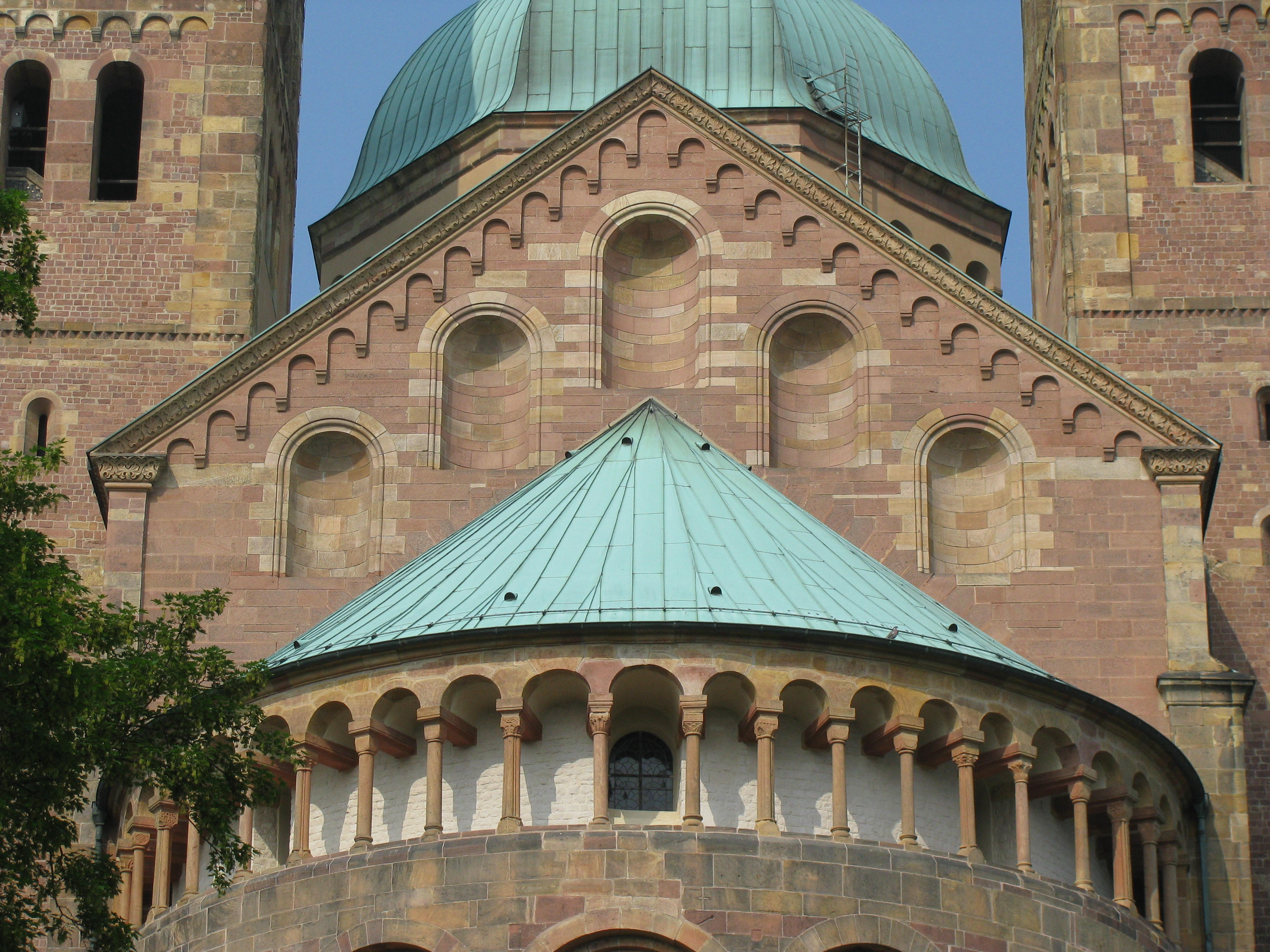
Trpasličí galerie na apsidě špýrského dómu

Trpasličí galerie je architektonický prvek aplikovaný zejména v románské architektuře (a odsud i v novorománské), zvlášť v Itálii a Porýní. Jedná se o drobnou arkádu (slepá i funkční), zpravidla v líci zdi těsně pod římsou (střechou), nejčastěji u apsid a věží kostelů, ale i na jiných místech budovy.

## Příklady v Česku
- na velké apsidě baziliky svatého Prokopa v Třebíči